# Trimma macrophthalmum
Trimma macrophthalmum är en fiskart som först beskrevs av Tomiyama, 1936.  Trimma macrophthalmum ingår i släktet Trimma och familjen smörbultsfiskar. Inga underarter finns listade i Catalogue of Life.